# William Gallant
John William Gallant (Atlanta, 19 de julio de 2001) es un deportista estadounidense que compite en natación, especialista en el estilo libre. En los Juegos Panamericanos de 2023 obtuvo dos medallas, plata en 1500 m libre y bronce en 800 m libre.

## Palmarés internacional
| Juegos Panamericanos | Juegos Panamericanos | Juegos Panamericanos | Juegos Panamericanos |
| Año                  | Lugar                | Medalla              | Prueba               |
| -------------------- | -------------------- | -------------------- | -------------------- |
| 2023                 | Santiago (Chile)     | Medalla de plata     | 1500 m libre         |
| 2023                 | Santiago (Chile)     | Medalla de bronce    | 800 m libre          |